# Naturdenkmal Anenský vrch

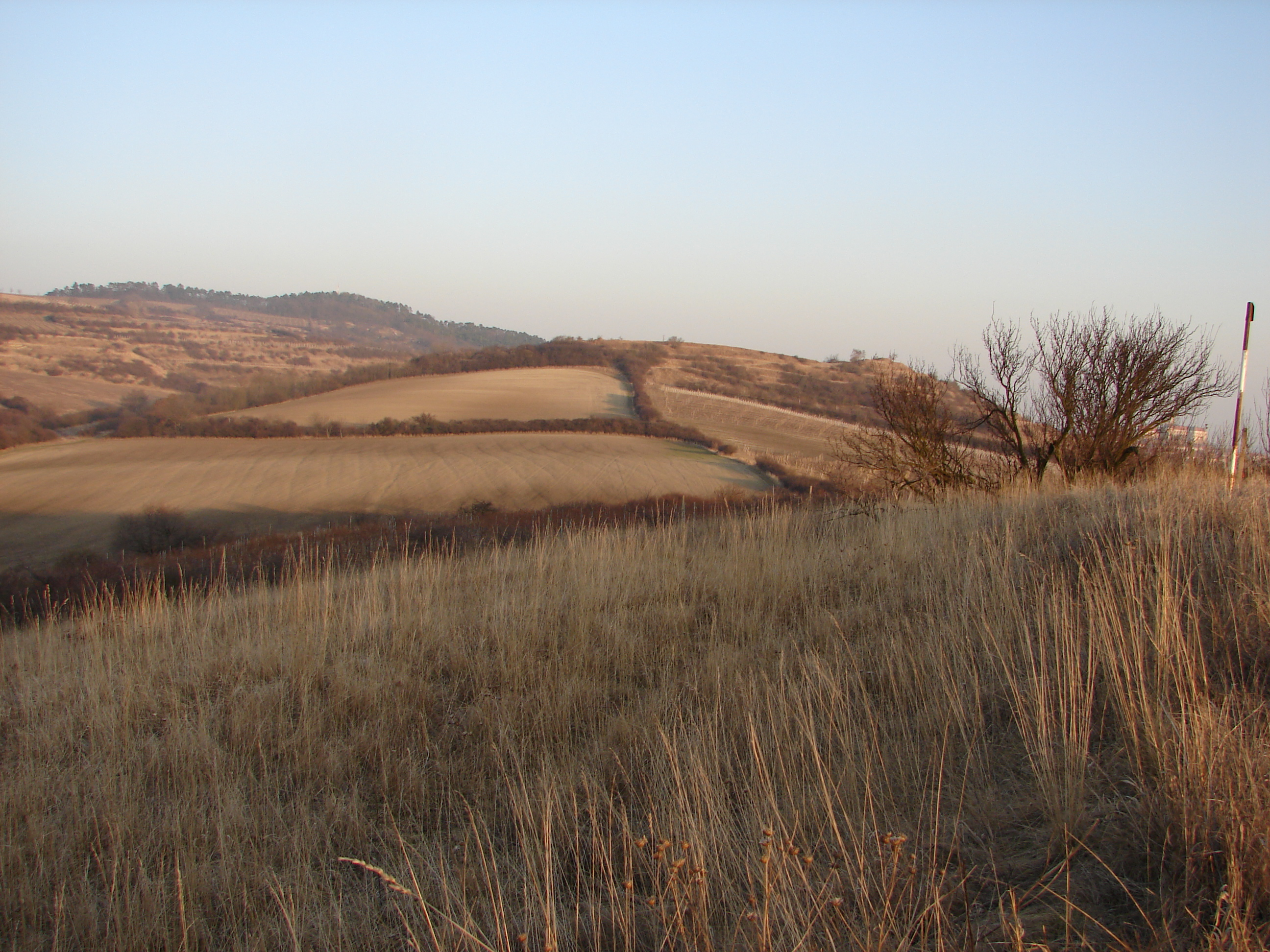
Naturdenkmal Anensky vrch

Das Naturdenkmal Anenský vrch befindet sich am Nordhang des Anenský vrch (Annaberg, 268 m n.m) in den Pavlovské vrchy (Pollauer Berge) auf dem Gebiet der Gemeinde Bavory (Pardorf), okres Břeclav in Tschechien. 

## Details
Die Fläche beträgt 0,84 ha. Ausgerufen wurde das Naturdenkmal 1986. Grund für den Schutz ist das Vorkommen einer wärmeliebenden Vegetation auf einer relativ kleinen Fläche. Dáš Naturdenkmal liegt im Landschaftsschutzgebiet Pálava.
Koordinaten: 48° 49′ 33,5″ N, 16° 37′ 4,2″ O